# Microclysia phillippii
Microclysia phillippii är en fjärilsart som beskrevs av Bartlett-calvert 1893. Microclysia phillippii ingår i släktet Microclysia och familjen mätare. Inga underarter finns listade i Catalogue of Life.